# Королівські артилеристські казарми
| Королівські артилеристські казарми | Королівські артилеристські казарми                         |
| ---------------------------------- | ---------------------------------------------------------- |
| Місто                              | Лондон, Велика Британія                                    |
| Будівництво                        | 1776-1802                                                  |
| Подія                              | Літні Олімпійські ігри 2012 Літні Паралімпійські ігри 2012 |

Королівські артилеристські казарми (англ. Royal Artillery Barracks) — колишнє приміщення Королівського полку артилерії, одне з місць, де проходили змагання з програми літніх Олімпійських та Паралімпійських ігор 2012 у Лондоні.
Корілівські артилерійські казарми приймали олімпійську стрільбу та паралімпійські стрільба з лука і стрільба.